# Saint-Janvier-de-Joly
Pour les articles homonymes, voir Janvier (homonymie) et Joly.
Saint-Janvier-de-Joly est une municipalité du Québec d'environ 1 141 habitants située dans la MRC de Lotbinière dans la Chaudière-Appalaches.
Cette municipalité, constituée le 1er janvier 1944, a une superficie d'environ 111,4 km2 et a une densité d'environ 9,69 habitants/km2.

## Toponymie
La municipalité est nommée en l'honneur de l'abbé Janvier Lachance, un missionnaire qui desservait le secteur.
Les personnes de cette municipalité sont des Jolyens et des Jolyennes.

## Histoire
- 1944 : La municipalité de Saint-Janvier-de-Joly est formée après le retranchement de la municipalité de paroisse de Saint-Édouard-de-Lotbinière[2].

## Géographie
Saint-Janvier-de-Joly est à l'ouest de Saint-Flavien et au nord-est de Val-Alain, à 20 km à l'ouest de Saint-Agapit.
Elle est traversée par l'autoroute 20.

### Hydrographie
La rivière Huron coule vers le nord-est le long de la limite nord-ouest de la municipalité.
La rivière aux Ormes traverse la municipalité d'est en ouest pour confluer avec la rivière Huron au nord-ouest.
Les aux Cèdres et Henri traversent la municipalité d'est en ouest.
À partir de son crénon au sud du village, la rivière aux Frênes coule vers le nord-ouest.
La rivière du Chêne touche la limite sud-ouest de la municipalité.

## Démographie
| 1931 | 1941  | 1951  | 1956  | 1961  | 1966  | 1971 | 1976 | 1981  |
| ---- | ----- | ----- | ----- | ----- | ----- | ---- | ---- | ----- |
| 624  | 1 022 | 1 096 | 1 095 | 1 137 | 1 066 | 954  | 958  | 1 025 |

| 1986  | 1991 | 1996 | 2001 | 2006 | 2011 | 2016 | 2021  | - |
| ----- | ---- | ---- | ---- | ---- | ---- | ---- | ----- | - |
| 1 010 | 948  | 936  | 906  | 890  | 968  | 984  | 1 079 | - |

Le recensement de 2021 y dénombre 1 079 habitants, soit 9,7 % de plus qu'en 2016.

## Administration
Les élections municipales se font en bloc pour le maire et les six conseillers.
| Saint-Janvier-de-Joly Maires depuis 2001                                                                             |                 |         |          |
| Élection | Maire           | Qualité | Résultat |
| 2001 | Bernard Fortier |         | Voir     |
| 2005 | Bernard Fortier | Voir    |          |
| 2009 | Bernard Fortier | Voir    |          |
| 2013 | Bernard Fortier | Voir    |          |
| 2017 | Bernard Fortier | Voir    |          |
| 2021 | Bernard Fortier | Voir    |          |
| Élection partielle en italique Depuis 2005, les élections sont simultanées dans toutes les municipalités québécoises |                 |         |          |

### Circonscriptions électorales provinciales et fédérales
Saint-Janvier-de-Joly fait partie de la circonscription électorale fédérale de Lévis—Lotbinière et fait partie de la circonscription électorale provinciale de Lotbinière-Frontenac.

## Transport
L'autoroute 20 traverse cette municipalité.

## Éducation
Les écoles primaires et secondaires font partie du Centre de services scolaire des Navigateurs.

### Éducation primaire
Joly contient une école primaire : L'École de la Caravelle (Joly).
Cette école fait partie d'un regroupement de trois écoles primaires : l'École de la Caravelle (Dosquet), l'École de la Caravelle (Joly) et l'École de la Caravelle (Saint-Flavien). Chaque école possède son propre cycle d'études. Ainsi les élèves changent d'école selon leur âge et avancement scolaire. Selon le site web de ce regroupement d'école, le préscolaire et le 1er cycle du primaire se passent à Saint-Flavien, le 2e cycle se passe à Joly et le 3e cycle se passe à Dosquet.

### Éducation secondaire
L'école secondaire la plus près est l'École secondaire Pamphile-Le May à Sainte-Croix.

### Éducation collégiale
L'établissement collégial le plus près est le Centre d'études collégiales de Lotbinière, qui fait partie du Cégep de Thetford et qui est situé à Saint-Agapit également.

### Éducation universitaire
L'établissement universitaire le plus près est l'Université Laval, qui est situé dans la ville de Québec.

## Santé
Située près de Laurier-Station, de Lévis et de Québec, la municipalité est desservie par différents services médicaux.

### Services médicaux
Le CLSC le plus proche est situé à Laurier-Station (CLSC de Laurier-Station) et le centre hospitalier le plus près est à Lévis (Hôtel-Dieu de Lévis).

## Médias

### Journal municipal
Le Flash sur Joly est un journal municipal mensuel de Saint-Janvier-de-Joly.
Le Peuple Lotbinière est un journal hebdomadaire qui couvre les nouvelles des municipalités de la municipalité régionale de comté de Lotbinière, incluant Saint-Janvier-de-Joly.

## Culture et loisirs
La bibliothèque municipale est nommée en l'honneur de l'ancien député Adrien Lambert.

## Patrimoine

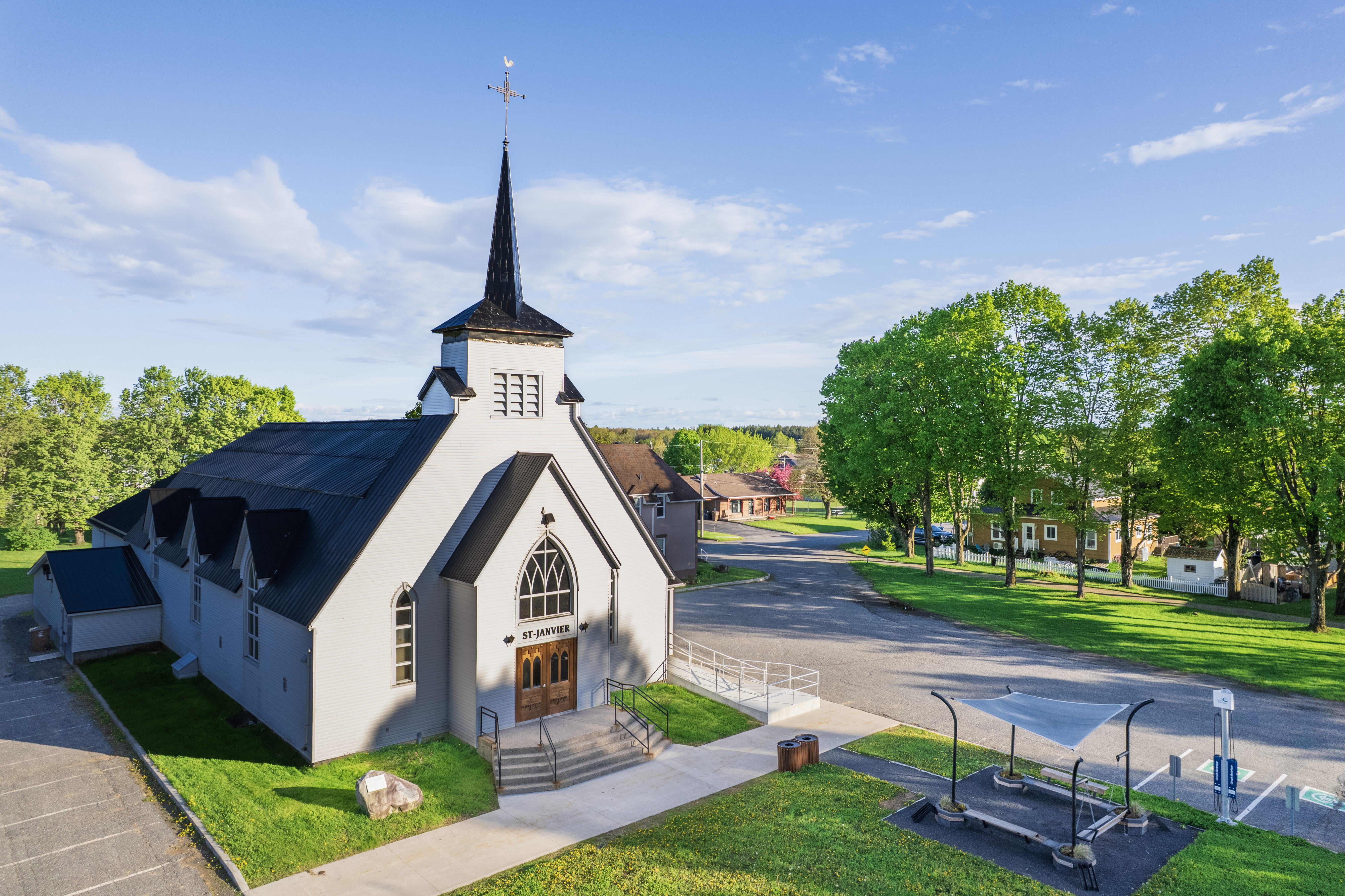
Église Saint-Janvier-de-Joly

L'église de Saint-Janvier est érigée en 1938. Son architecte est René Blanchet. Le presbytère est construit vingt ans plus tard.
Sur le plan du patrimoine agricole, une grange-étable et un hangar ont été bâtis durant les années 1930.

## Attraits
La municipalité a accueillit jusqu'en 2023 le Festival rétro de Joly. Il s'agit de la principale activité de financement de La corporation de développement économique et communautaire de Joly, un organisme voué au développement économique et culturel de la municipalité.